# 矢作町 (陸前高田市)
矢作町（やはぎちょう）とは、岩手県陸前高田市の大字。郵便番号は029-2201。住民基本台帳によると2021年11月30日の住民は1,368人、世帯数は591世帯である。

## 地理
北は気仙郡住田町世田米と、東は気仙町や横田町と、南は宮城県気仙沼市の多くの大字と、西は一関市大東町大原と接する。
域内は山林が多く、集落は川沿にある僅かな谷間に密集しており、主に生出と二又、下矢作の三地区に分類できる。生出地区は南北に走る岩手県道246号世田米矢作線沿いに集落が存在し、二又地区は矢作川や生出川、国道343号沿いに集落が存在する。下矢作地区は陸前高田市の中心部である高田町に最も近く、陸前矢作駅を中心に集落が展開されており、最も規模が大きい。
また、矢作町は農業が盛んな地域である。田畑の面積は田が54ha、畑が26haであり、農家の戸数は田が90戸、畑が89戸と、農業は陸前高田市内でトップクラスを誇る。しかし、樹園地は圧倒的に少なく、その面積は1haほどである。

### 河川
- 矢作川[4]
- 生出川[4]
- 中平川[4]
- 飯森川[4]
- 雪沢川[4]

### 山など
- 原台山（894.7m）[4]
- 生出山（684.5m）[4]
- 君ヶ鼻山（653.0m）[4]
- 黒森山（602.3m）[4]
- 宝境山（592.0m）[4]
- 陣ヶ森（583.6m）[4]
- 八森平山（571.0m）[4]
- 板倉山（425.3m）[4]
- 笹ノ田峠[5]

### 小字
域内の小字は以下の通りである。
- 味米（あじよね）[7]
- 愛宕下
- 飯森
- 打越
- 梅木
- 大嶋部（おおしまっぺ）[8]
- 沖
- 越戸内（おつとうち）[9]
- 片地家（かたじけ）[10]
- 金屋敷
- 金平
- 上小黒山
- 木戸口
- 外道尻
- 小嶋部（こしまっぺ）[11]
- 坂下
- 三の戸
- 清水（しず）[12]
- 清水川（しずがわ）[13]
- 下小黒山
- 神明前
- 諏訪
- 袖野
- 寺前
- 出口
- 徳前
- 堂前
- 中島
- 中平
- 鍋谷
- 二田野
- 根岸
- 信内
- 東角地
- 二又
- 馬越
- 桝内
- 的場
- 耳切（みみきれ）[14]
- 元屋敷
- 山崎
- 山谷[15]
- 雪沢
- 湯漬畑
- 和山

## 施設
- 矢作郵便局（二又42-2）[16][17]
- 下矢作簡易郵便局（片地家1-1）[16][18]
- 大船渡警察署矢作駐在所（諏訪22-1）[16][19]
- 下矢作保育園（諏訪44）[16]
- 陸前高田市矢作小学校（神明前55-1）[16][20][21]
- 陸前高田市国民健康保険二又診療所（愛宕下31）[16]
- 陸前高田市二又復興交流センター（愛宕下11-1）[16]
- 下矢作地区コミュニティセンター（諏訪44）[16]
- 矢作地区コミュニティセンター（鍋谷6-2）[16]
- 生出地区コミュニティセンター（二田野36-6）[16]
- 観音寺（寺前79）[22]
- 馬頭観音堂（片地家）[22]

## 交通

### 鉄道
2020年まで、JR大船渡線の陸前矢作駅が所在していたが、現在は存在せず、代わりにBRTの停留所（後述）が存在する。
なお、最寄駅は盛駅（三陸鉄道リアス線、岩手開発鉄道赤崎線・日頃市線）や折壁駅（JR大船渡線）などが挙げられる。

### 道路
- 三陸沿岸道路
- 国道343号
- 岩手県道34号気仙沼陸前高田線
- 岩手県道246号世田米矢作線
- 笹ノ田大橋[5]
- 廻館橋（まったてばし）[22]

### バス
- 大船渡線BRT
  - 陸前矢作駅
- 市内路線バス
  - 今泉線[23][24]
- たかたコミュニティバス
  - 今泉循環線[24]
- 岩手県交通
  - 生出線[23][25]

## 統計

### 人口
住民基本台帳によると2021年11月30時点での矢作町の人口は以下の通りである。
|        | 世帯数  | 男    | 女    | 計      |
| ------ | ------- | ----- | ----- | ------- |
| 日本人 | 578世帯 | 659人 | 683人 | 1,342人 |
| 外国人 | 13世帯  | 14人  | 12人  | 26人    |
| 合計   | 591世帯 | 673人 | 695人 | 1,368人 |

### 労働
2015年10月1日時点での矢作町の下矢作と矢作、生出における15歳以上の産業別労働者人口は以下の通りである（なお、単位は人）。

#### 第一次産業
| 就業者人口 | 農業 | 林業 | 漁業 |
| ---------- | ---- | ---- | ---- |
| 総合       | 73人 | 22人 | 2人  |
| 男         | 42人 | 21人 | 1人  |
| 女         | 31人 | 1人  | 1人  |

#### 第二次産業
| 就業者人口 | 鉱業 採石業 砂利採取業 | 建設業 | 製造業 |
| ---------- | ---------------------- | ------ | ------ |
| 総合       | 1人                    | 166人  | 139人  |
| 男         | 1人                    | 156人  | 67人   |
| 女         | 0人                    | 10人   | 72人   |

#### 第三次産業
| 就業者人口 | 水道 電気 ガス | 情報通信 | 運輸 郵便 | 小売 卸売 | 金融 保険 | 不動産 物販賃貸 | 学術研究 専門サービス 技術サービス | 宿泊 飲食サービス | 生活関連サービス 娯楽 | 教育 学習支援 | 医療 福祉 | 複合サービス | サービス | 公務 | その他 |
| ---------- | -------------- | -------- | --------- | --------- | --------- | --------------- | ---------------------------------- | ----------------- | --------------------- | ------------- | --------- | ------------ | -------- | ---- | ------ |
| 総合       | 0人            | 4人      | 51人      | 99人      | 11人      | 7人             | 11人                               | 41人              | 11人                  | 29人          | 84人      | 17人         | 54人     | 25人 | 2人    |
| 男         | 0人            | 1人      | 47人      | 49人      | 1人       | 7人             | 6人                                | 9人               | 3人                   | 12人          | 14人      | 11人         | 36人     | 19人 | 1人    |
| 女         | 0人            | 3人      | 4人       | 50人      | 10人      | 0人             | 5人                                | 32人              | 8人                   | 17人          | 70人      | 6人          | 18人     | 6人  | 1人    |

## 東日本大震災
矢作町での東日本大震災の犠牲者は21人で海に面していないにもかかわらず、矢作川などの流域が被害を受け、域内の字越戸内（10.2m）や字神明前（9.6m）が浸水した。

### 域内各地の様子
- 陸前高田市立下矢作小学校
  - 下校前の帰りの会の最中、地震が発生し、生徒らは地震の揺れが収まってから、校庭へと避難し、保護者が迎えに来た生徒を保護者へと引渡した[27]。残った児童と地域住民らは体育館を避難所としたが消防団の指示で、下矢作地区コミュニティセンターへ移動した[27]。
  - また、生徒の引渡しは3月11日の夜までに全て完了した[27]。
- 矢作地区コミュニティセンター
  - 震災が発生した当日、矢作地区本部と避難所が開設され、炊き出しや支援物資の仕分けを行いながら、20人ほどの避難者を受け入れた[27]。矢作地区（二又地区）は海に面さない上、矢作町の中でも標高が高く、津波による被害を受けなかったため、避難者は他の避難所と比べると少なかったが、後に学校職員の宿泊場所として運営された[27]。
- 生出地区コミュニティセンター
  - 震災が発生した当日、生出地区本部と避難所が開設されたが、生出地区は内陸に位置していたため、被害が少なかったため、避難者はいなかった[27]。
  - 自衛隊による支援物資が配送されるまで、炊き出しを行い、高田町の陸前高田市立第一中学校や下矢作コミュニティセンターなどへと提供した[27]。
- 下矢作コミュニティセンター
  - 震災が発生した当日、下矢作地区本部と避難所が開設され、下矢作地区や気仙町方面から大勢の避難者が避難してきた[27]。
  - 避難所の運営は市職員らと地域住民で行った。3月11日は食料は地域住民が持ち寄り、おにぎりや漬物を300以上の避難者に提供したが、翌日から一関市大東地域や、市内で被害が軽微であった生出地区、矢作地区から食料が届けられた[27]。
- 矢作保育所
  - 地震が発生した時、職員は児童が机の下に入るように誘導すると同時に、火元の始末、ラジオや防災行政無線からの情報収集、施設の安全確認、避難経路の確保、児童の保護者への連絡を行った。児童の引き渡しが開始され、3月11日午後4時ごろに引き渡しが完了した[27]。
  - その後、職員らは矢作地区コミュニティセンターでの炊き出しや情報収集に努めた[27]。
- 下矢作保育園
  - 地震が発生した時、児童らは昼寝の時間であり、パジャマの上から服を重ねて、第一避難所である庭へと避難した[27]。
  - 保護者が迎えに来た児童は引き渡し、残った児童と職員らは、下矢作コミュニティセンターへと移動し、灯油や食料を提供した[27]。
  - 3月12日午前10時30分ごろに最後の児童の引き渡しが完了し、職員全員が帰宅した[27]。
- 矢作町6区公民館
  - 3月11日から5月10日まで避難所を開設し、40人ほどが避難していた[27]。
- 矢作町7区公民館
  - 3月11日から5月10日まで避難所を開設し、20人ほどが避難していた[27]。

### 被害統計
2012年11月30日時点の矢作町の世代・男女別の犠牲者・死亡率は以下の通りである。
| 世代と性別 | 死者 | 死亡率 | 当時の人口 |
| ---------- | ---- | ------ | ---------- |
| 男性       | 10   | 1.28%  | 780        |
| 女性       | 11   | 1.23%  | 897        |
| 15歳未満   | 0    | 0.00%  | 167        |
| 15 - 64歳  | 15   | 1.81%  | 830        |
| 65歳以上   | 6    | 0.88%  | 680        |
| 合計       | 21   | 1.25%  | 1,677      |

建物の被害は以下の通りである（一部数値を四捨五入し、また、住民票を移さずに被災した世帯も統計に含まれているために被害割合が100%を超過する場合がある）。
|          |          | 全壊 | 大規模半壊 | 半壊 | 一部損壊 | 合計  |
| -------- | -------- | ---- | ---------- | ---- | -------- | ----- |
| 世帯数   | 津波被害 | 31   | 18         | 12   | 9        | 70    |
| 世帯数   | 地震被害 | 0    | 0          | 1    | 485      | 486   |
| 世帯数   | 合計     | 31   | 18         | 13   | 494      | 556   |
| 被害割合 | 津波被害 | 5.0% | 2.9%       | 2.0% | 1.5%     | 11.4% |
| 被害割合 | 地震被害 | 0.0% | 0.0%       | 0.2% | 78.9%    | 79.0% |
| 被害割合 | 合計     | 5.0% | 2.9%       | 2.1% | 80.3%    | 90.4% |

## 文化財
矢作町内の文化財は以下の通りである。
| 名称                             | 指定   | 区分           | 指定年月日    | 備考                                                                                           |
| -------------------------------- | ------ | -------------- | ------------- | ---------------------------------------------------------------------------------------------- |
| タラヨウの巨木                   | 市指定 | 天然記念物     | 1973年3月1日  |                                                                                                |
| 円城寺の枝垂れ性トウヒ           | 市指定 | 天然記念物     | 1973年3月1日  |                                                                                                |
| 漆絵曳馬絵馬                     | 県指定 | 有形民俗文化財 | 1986年8月26日 | 縦40.2cm、横58.8cm、厚さ1.0cm。当時の風俗信仰を知る資料として価値が高い。                      |
| 小田家のおしらがみ               | 市指定 | 有形民俗文化財 | 1973年3月1日  |                                                                                                |
| 生出神楽                         | 市指定 | 無形民俗文化財 | 1978年5月27日 | 東磐井郡長島村の菅原慶治、千葉清により、伝授された。南部神楽の系統に属す。                     |
| 雪沢田植神踊                     | 市指定 | 無形民俗文化財 | 1978年5月27日 | 鞨鼓を持つ奴や躍人がいない田植踊である。                                                       |
| 三ノ戸剣舞                       | 市指定 | 無形民俗文化財 | 1981年6月3日  | 明治期に鎧剣舞の系統で、気仙郡住田町の大山与五郎から伝授された。                               |
| 中平神楽                         | 市指定 | 無形民俗文化財 | 1996年6月25日 |                                                                                                |
| 生出鹿踊                         | 市指定 | 無形民俗文化財 | 1996年6月25日 | 寛政12年に東磐井郡大原村の行山流の山口屋敷喜左衛門により伝授された、行山流山口派の鹿踊である。 |
| 木造六臂十一面観音菩薩立像       | 県指定 | 有形文化財     | 2015年11月6日 | 観音寺観音堂の本尊で、作風は平安末期のものである。                                             |
| 木造天部形立像（伝毘沙門天）     | 県指定 | 有形文化財     | 2015年11月6日 |                                                                                                |
| 木造観音菩薩立像（伝虚空蔵菩薩） | 県指定 | 有形文化財     | 2015年11月6日 |                                                                                                |
| 閑董院宥健尊師堂                 | 市指定 | 有形文化財     | 2015年2月10日 | 元和6年、疫病に苦しむ人々を救おうと、即身成仏した宥健法印（閑董院）を祀るために建立された。    |